# Charlie Watts

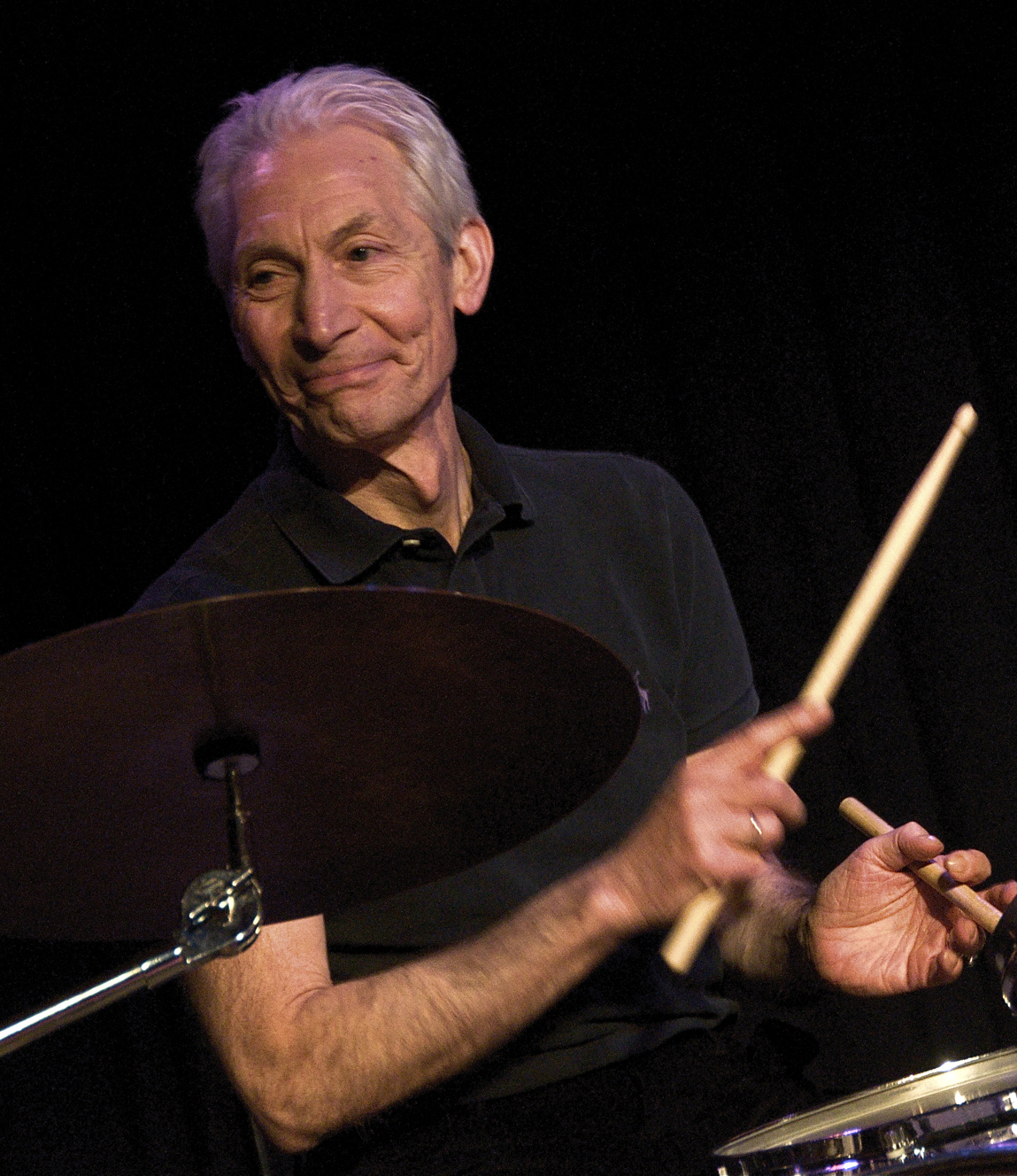
Charlie Watts, 2010

Charles Robert „Charlie“ Watts (* 2. Juni 1941 in Bloomsbury, Metropolitan Borough of Holborn; † 24. August 2021 in London) war ein britischer Musiker. Ab Januar 1963, und somit nahezu seit ihrer Gründung, war er der Schlagzeuger der Band The Rolling Stones.

## Biografie und Musik

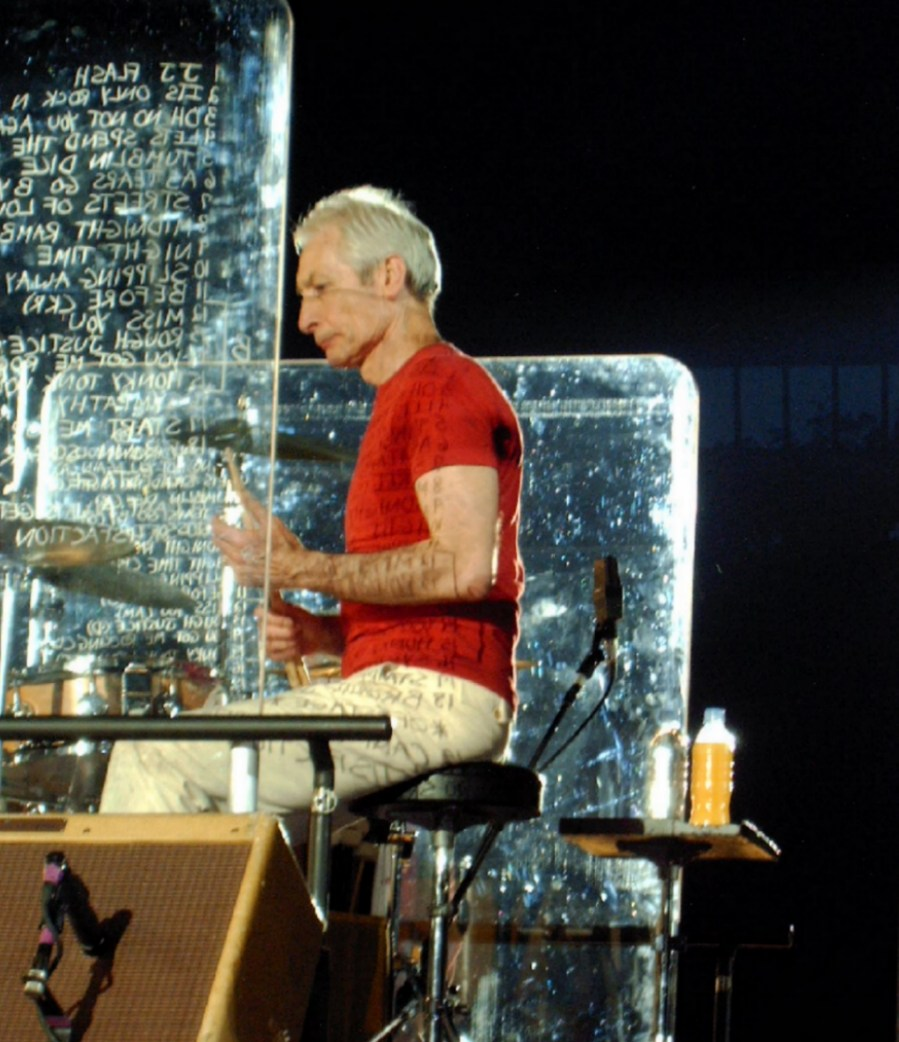
Charlie Watts, 2006

Watts wurde 1941 im Londoner University College Hospital als Sohn des Lkw-Fahrers Charles Richard Watts und seiner Frau Lillian Charlotte Eaves geboren. Er wuchs mit einer Schwester in Kingsbury nordwestlich von London in der Grafschaft Middlesex (heute im London Borough of Brent) auf. Zwischen 1952 und 1956 besuchte er die Tylers Croft Secondary Modern School.

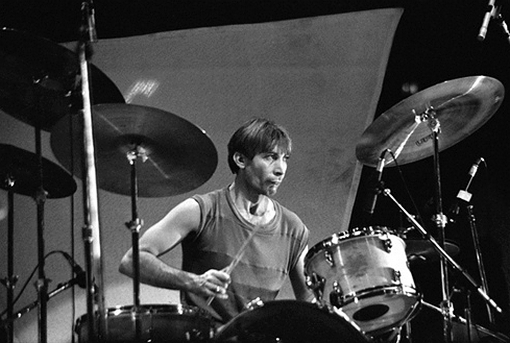
Charlie Watts, 1981

Als Zehnjähriger entdeckte er seine Leidenschaft für amerikanischen Jazz (v. a. Charlie Parker und später John Coltrane) und baute sich aus einem alten Banjo seine erste Trommel. Zu Weihnachten 1955 bekam er von seinen Eltern ein einfaches Schlagzeug, das ihm gefiel. Mit dem Nachbarsjungen Dave Green trat er zunächst in der Band des Trompeters Brian „Jo“ Jones auf. 1957 wechselte Watts auf die Kunstschule Harrow School of Art, die er 1960 verließ, um als Grafikdesigner in einer Londoner Werbeagentur zu arbeiten. 1961 entwarf er mit Ode to a High Flying Bird ein Kinderbuch über Charlie Parker, das 1965 veröffentlicht wurde.
Ab 1960 spielte Watts in der Jazz-Formation Blues By Five, nachdem Alexis Korner auf ihn aufmerksam geworden war und ihm angeboten hatte, seiner Band Blues Incorporated als Schlagzeuger beizutreten. Doch Watts musste bis Februar 1962 beruflich nach Dänemark. Nach seiner Rückkehr spielte er im Trio des Komikers und Pianisten Dudley Moore. Kurz darauf trat er Blues Incorporated bei. Mit der Sängerin Nancy Spain, Alexis Korner und seiner Band entstanden Mitte 1962 erste Aufnahmen (Blaydon Races/Uptown) beim Label Lyntone. Während eines Auftritts im Ealing Club, einem Treffpunkt für junge Bluesfans, lernte Watts den Gitarristen Brian Jones kennen. Nach einem Auftritt im April 1962 wurde der junge Mick Jagger als Sänger der Band angestellt.
Im Juni 1962 trennten Jones und Jagger sich von Blues Incorporated und gründeten mit Keith Richards, Dick Taylor, Ian Stewart und Mick Avory die Rollin’ Stones (bald umbenannt in The Rolling Stones). Im Dezember 1962 verließ Watts Blues Incorporated, weil er sich für nicht gut genug hielt, um mit so ausgezeichneten Künstlern zusammenzuspielen. Zur selben Zeit wurde bei den Stones der Bassist Dick Taylor durch Bill Wyman ersetzt. Da auch Mick Avory die Stones verließ, um bei den Kinks einzusteigen, trat die Band kurzzeitig ohne Schlagzeuger auf.

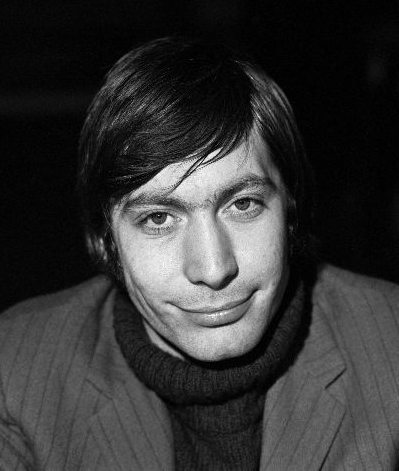
Charlie Watts, 1965

Nach einem Gespräch zwischen Ian Stewart und Watts traten die Rolling Stones am 12. Januar 1963 erstmals mit Charlie Watts am Schlagzeug auf – eine Besetzung, die Jahrzehnte Bestand hatte. Wegen seines trockenen, direkten Schlagzeugstils galt er als das rhythmische Fundament der Band. In den 1980er Jahren tourte er mit einer eigenen Big Band, der Musikerkollegen wie Jack Bruce, Evan Parker und Courtney Pine angehörten. Mit diesem Orchester in 33-köpfiger Besetzung spielte Watts 1985 ein Benefizkonzert im Ronnie Scott’s Jazz Club in London, um den traditionsreichen Musikclub vor dem finanziellen Ruin zu bewahren. 1989 wurde er zusammen mit den Rolling Stones in die Rock and Roll Hall of Fame aufgenommen. 2001 trat er in Japan mit einem Tentett auf, das sich auf Jazz konzentrierte.

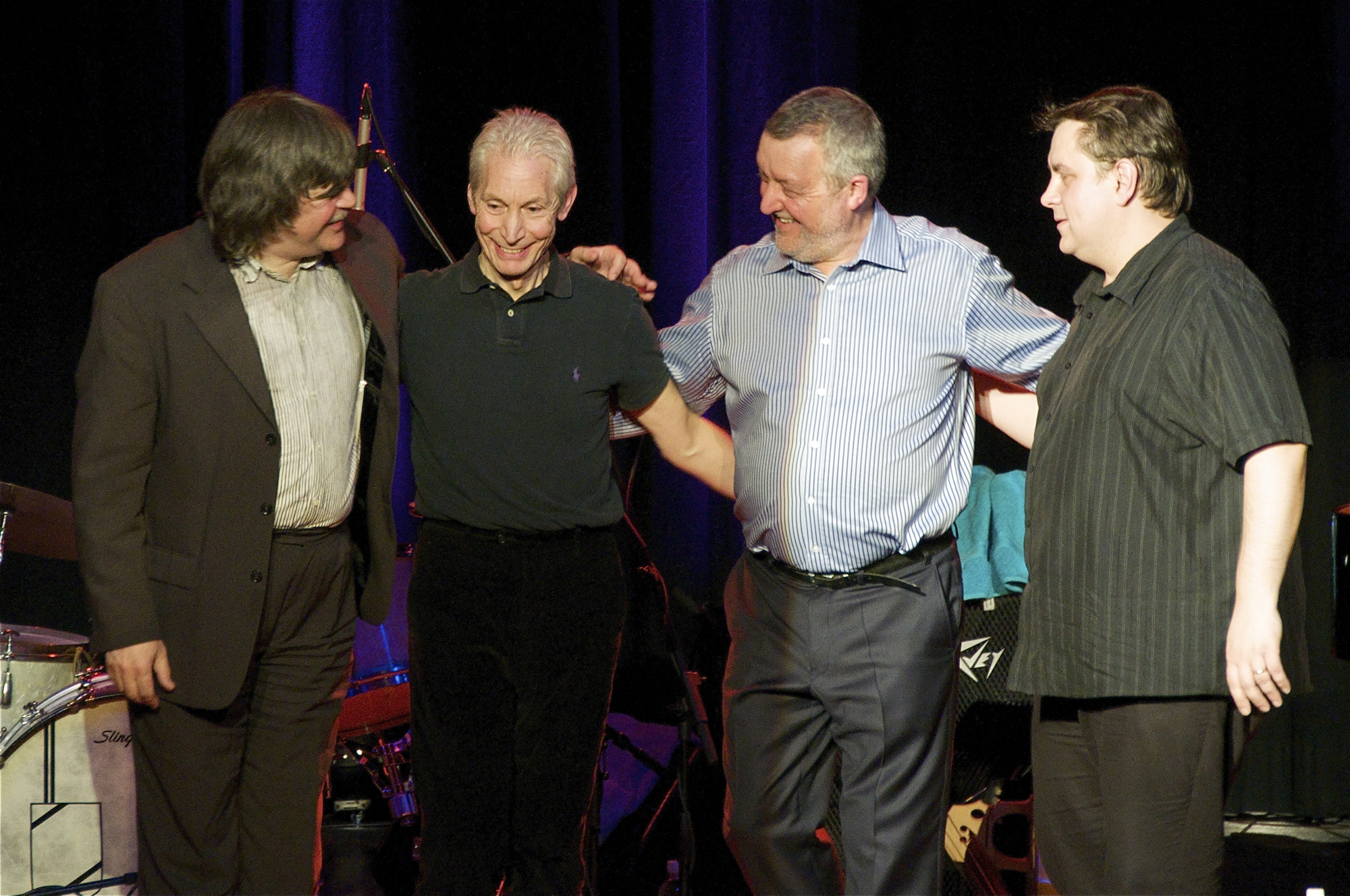
Die Band The ABC&D of Boogie Woogie, v. l. n. r.: Axel Zwingenberger, Charlie Watts, Dave Green und Ben Waters, 2010

Ab 2010 war Watts vermehrt mit der 2009 gegründeten Band The ABC&D of Boogie Woogie unterwegs. Neben Watts waren an dem Boogie-Woogie- und Swing-Projekt die Pianisten Axel Zwingenberger und Ben Waters sowie der Kontrabassist Dave Green beteiligt, mit dem Watts seit dem fünften Lebensjahr befreundet war. Der Rolling Stone listete Watts 2016 auf Rang zwölf der 100 größten Schlagzeuger aller Zeiten.

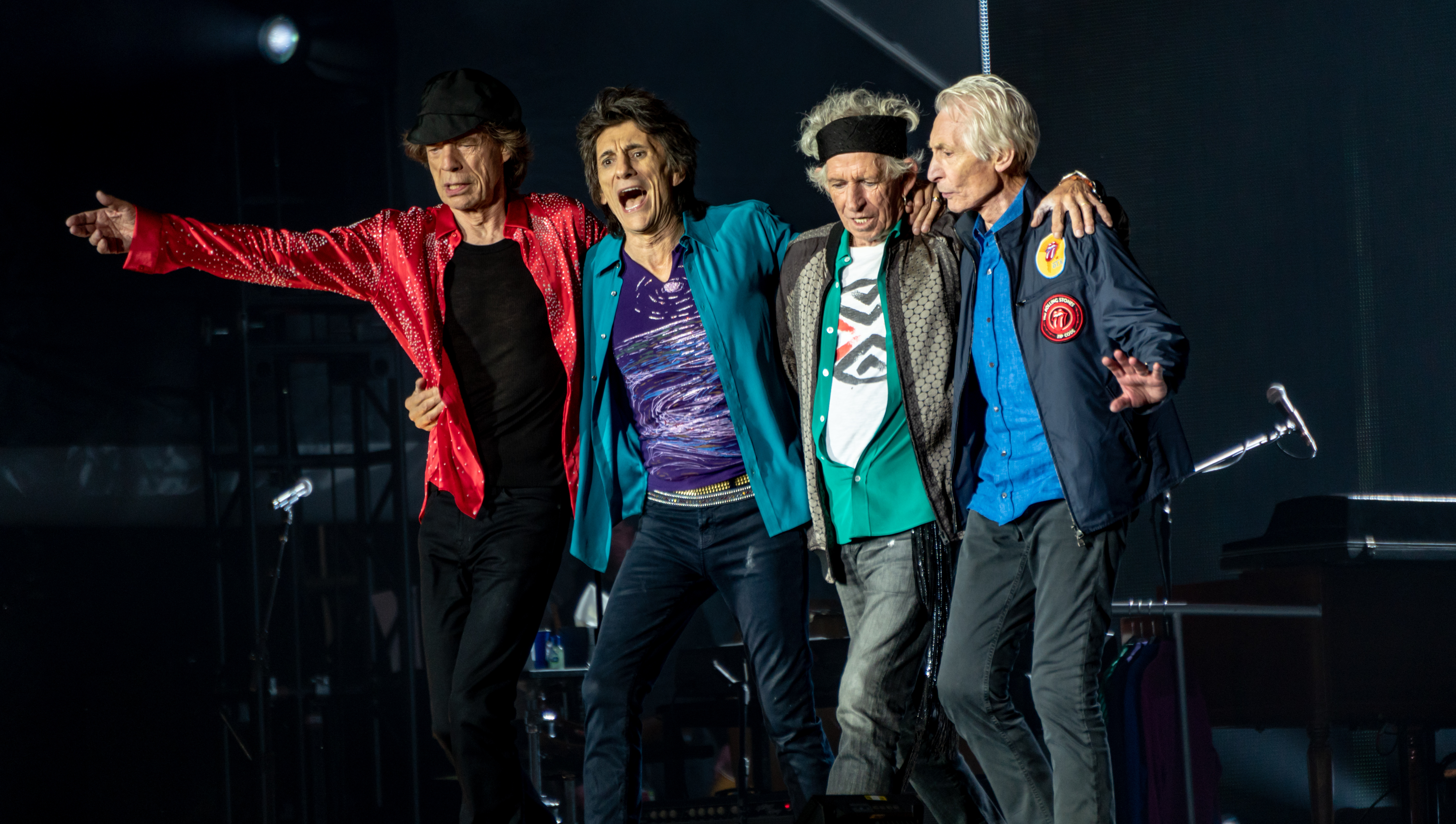
V. l. n. r.: Mick Jagger, Ronnie Wood, Keith Richards, Charlie Watts, 2018

## Instrumente und Spielweise
Charlie Watts spielte ein Schlagzeug des Herstellers Gretsch, in der Konfiguration Bass Drum, Hänge-Tom, das er separat auf einem Ständer positionierte, Stand-Tom, Snare, Hi-Hat und vier Becken.
Watts war bekannt für einen eher zurückhaltenden, sehr songdienlichen Stil. Er war nicht daran interessiert, sich mit Soli in den Mittelpunkt zu stellen. Ab etwa 1969 begann er, im rocktypischen Backbeat-Pattern die Achtelnoten auf den Hi-Hat-Becken nicht wie üblich durchzuschlagen, sondern immer dann auszulassen, wenn er die Snare Drum spielte. Typisch für die sein Spiel von ca. 1968 bis Mitte der 1970er Jahre ist auch, dass er bei vielen Songs die Snare Drum auf die zweite und vierte Zählzeit leicht verzögerte ("late backbeat"), zum Beispiel bei den Songs "Monkey Man", "Wild Horses", "Sister Morphine" und "Let It Bleed". Außerdem blieb er häufig nicht konstant bei einem Tempo, sondern beschleunigte im Laufe des Stückes deutlich (insbesondere bei "Honky Tonk Women"). Ab Mitte der 1970er Jahre nahmen diese beiden Tendenzen bei seinen Studioaufnahmen ab, bei Live-Konzerten blieben sie jedoch weiterhin auffällig.

## Privates
Watts war ab 1964 mit Shirley Ann Shepherd (* 11. September 1938; † 16. Dezember 2022) verheiratet. Ihre gemeinsame Tochter Seraphina wurde am 18. März 1968 geboren, von ihr stammt auch Watts' einzige Enkeltochter Charlotte. Zusammen mit seiner Frau betrieb er in Devonshire das Vollblutaraber-Gestüt Halsdon.
Watts war für seinen eleganten Kleidungsstil bekannt. Die englische Zeitung The Daily Telegraph nahm ihn in die Liste der World’s Best Dressed Men auf. 2006 wählte ihn die Vanity Fair in die Hall of Fame der International Best Dressed List.
In den 1980er Jahren, als Charlie Watts in eine Midlife-Crisis geriet, entwickelte er eine erhebliche Sucht nach Drogen wie Heroin und Alkohol, nachdem er in den Jahrzehnten davor keinerlei Interesse an illegalen Substanzen gezeigt hatte. Dies hatte unter anderem zur Absage der Dirty-Work-Tour geführt. Mithilfe seines Bandkollegen Keith Richards, der seinem Freund moralischen Beistand leistete, konnte Watts jedoch seine Sucht überwinden.
2004 wurde bei ihm, der jahrelang Raucher gewesen war, Kehlkopfkrebs diagnostiziert. Nach einer Strahlentherapie galt er als genesen und ging im August 2005 mit den Rolling Stones erneut auf Welttournee. Charlie Watts starb am 24. August 2021 im Alter von 80 Jahren im Kreis seiner Familie in einem Londoner Krankenhaus.

## Soloprojekte
- Rocket 88 – Rocket 88 (1981)
- Live – Fulham Town Hall – The Charlie Watts Orchestra (1986)
- Tribute to Charlie Parker with Strings – Charlie Watts (1992), mit Gerard Presencer, Peter King, Brian Lemon, Dave Green sowie Bernard Fowler[16]
- From One Charlie – Charlie Watts Quintet (1992)
- Vol Pour Sidney (Aller) – Lol Coxhill, Elvin Jones, Lee Konitz, Charlie Watts u. a. (Kompilation, 1992)[17]
- Warm & Tender – Charlie Watts (1993)
- Long Ago & Far Away – Charlie Watts (1996)
- Charlie Watts/Jim Keltner Project – Charlie Watts & Jim Keltner (2000)[18]
- Watts at Scott’s (live) – Charlie Watts & The Tentet (2004)[19]
- The Magic of Boogie Woogie – Charlie Watts, Axel Zwingenberger, Dave Green (2010)
- Boogie 4 Stu – A Tribute to Ian Stewart – Ben Waters (2011)
- Live in Paris – The ABC&D of Boogie Woogie (2012)
- Charlie Watts Meets the Danish Radio Big Band (2017)